# Charmane Star
Charmane Star (Filippine, 5 maggio 1979) è un'ex attrice pornografica filippina.

## Biografica e carriera pornografica
Charmane è nata nelle Filippine ma si è trasferita negli Stati Uniti insieme alla famiglia a 6 anni, vivendo tra San Francisco, Sacramento e San Diego. 
Intorno ai 19 anni è diventata una modella erotica e nel 1998 è entrata nell'industria pornografica che ha lasciato due anni più tardi per gestire, insieme al suo ex fidanzato, una discoteca nel Milwaukee. Nel 2003 è rientrata nell'industria ed da allora è apparsa sia nelle riviste Hustler e Club, che in edizioni di Penthouse, incluse nella sezione The Girls of Penthouse di maggio/giugno 2014. Nel 2009 ha partecipato al video musicale in  "That's How I Go" di Baby Bash con Lil Jon e Mario.
Nel 2011, la rivista Complex l'ha classificata al numero 8 nella lista delle "50 migliori pornostar asiatiche di tutti i tempi". Ha tatuato sulla spalla destro un tatuaggio che l'ha resa nota nel settore.
Nel 2013 ha annunciato il ritiro, terminando la carriera con 414 scene girate. Dopo 4 anni dal ritiro dalle scene, è stata inserita nella Hall of Fame dagli AVN Awards.

## Vita privata
Leah Santiago, attrice pornografica, è sua sorella.

## Riconoscimenti
- AVN Award
  - 2017 – Hall of Fame - Video Branch[8]